# Кошаркашка репрезентација Турске
Кошаркашка репрезентација Турске је кошаркашки тим који представља Турску на међународним такмичењима и под контролом је Кошаркашког савеза Турске.

## Учешће на међународним такмичењима

### Олимпијске игре(2)
| Година        | Домет                 | Позиција              |
| ------------- | --------------------- | --------------------- |
| 1936.         | Репесаж прве фазе     | 21.                   |
| 1996.         | Није се квалификовала | Није се квалификовала |
| 1952.         | Квалификациона фаза   | 22.                   |
| 1956. - 2020. | Није се квалификовала | Није се квалификовала |

### Светска првенства(4)
| Година        | Домет                 | Позиција              |
| ------------- | --------------------- | --------------------- |
| 1950. - 1998. | Није се квалификовала | Није се квалификовала |
| 2002.         | Друга фаза            | 9.                    |
| 2006.         | Четвртфинале          | 6.                    |
| 2010.         | Финале                |                       |
| 2014.         | Четвртфинале          | 8.                    |
| 2019.         | Прва фаза             | 22.                   |

### Европска првенства
| Година        | Домет                 | Позиција              | ИГ                    | П                     | И                     | ДК                    | ПК                    | Разл.                 |
| ------------- | --------------------- | --------------------- | --------------------- | --------------------- | --------------------- | --------------------- | --------------------- | --------------------- |
| 1937—1947.    | Није се квалификовала | Није се квалификовала | Није се квалификовала | Није се квалификовала | Није се квалификовала | Није се квалификовала | Није се квалификовала | Није се квалификовала |
| 1949.         | Четврто место         | 4.                    | 6                     | 3                     | 3                     | 247                   | 256                   | -9                    |
| 1951.         | Полуфинална рунда     | 6.                    | 9                     | 6                     | 3                     | 432                   | 357                   | +75                   |
| 1953.         | Није се квалификовала | Није се квалификовала | Није се квалификовала | Није се квалификовала | Није се квалификовала | Није се квалификовала | Није се квалификовала | Није се квалификовала |
| 1955.         | Прелиминарна рунда    | 11.                   | 9                     | 5                     | 4                     | 611                   | 515                   | +96                   |
| 1957.         | Прелиминарна рунда    | 9.                    | 10                    | 8                     | 2                     | 704                   | 556                   | +148                  |
| 1959.         | Класификациона рунда  | 12.                   | 7                     | 3                     | 4                     | 397                   | 426                   | -29                   |
| 1961.         | Друга рунда           | 10.                   | 8                     | 3                     | 5                     | 464                   | 475                   | -11                   |
| 1963.         | Прелиминарна рунда    | 15.                   | 9                     | 1                     | 8                     | 532                   | 641                   | -109                  |
| 1965.         | Није се квалификовала | Није се квалификовала | Није се квалификовала | Није се квалификовала | Није се квалификовала | Није се квалификовала | Није се квалификовала | Није се квалификовала |
| 1967.         | Није се квалификовала | Није се квалификовала | Није се квалификовала | Није се квалификовала | Није се квалификовала | Није се квалификовала | Није се квалификовала | Није се квалификовала |
| 1969.         | Није се квалификовала | Није се квалификовала | Није се квалификовала | Није се квалификовала | Није се квалификовала | Није се квалификовала | Није се квалификовала | Није се квалификовала |
| 1971.         | Прелиминарна рунда    | 12.                   | 7                     | 1                     | 6                     | 476                   | 582                   | -106                  |
| 1973.         | Прелиминарна рунда    | 8.                    | 7                     | 2                     | 5                     | 490                   | 558                   | -68                   |
| 1975.         | Прелиминарна рунда    | 9.                    | 7                     | 3                     | 4                     | 509                   | 571                   | -62                   |
| 1977.         | Није се квалификовала | Није се квалификовала | Није се квалификовала | Није се квалификовала | Није се квалификовала | Није се квалификовала | Није се квалификовала | Није се квалификовала |
| 1979.         | Није се квалификовала | Није се квалификовала | Није се квалификовала | Није се квалификовала | Није се квалификовала | Није се квалификовала | Није се квалификовала | Није се квалификовала |
| 1981.         | Прва фаза             | 11.                   | 8                     | 1                     | 7                     | 533                   | 657                   | -124                  |
| 1983. - 1991. | Није се квалификовала | Није се квалификовала | Није се квалификовала | Није се квалификовала | Није се квалификовала | Није се квалификовала | Није се квалификовала | Није се квалификовала |
| 1993.         | Друга фаза            | 11.                   | 6                     | 2                     | 4                     | 403                   | 465                   | -62                   |
| 1995.         | Прва фаза             | 12.                   | 6                     | 1                     | 5                     | 462                   | 539                   | -77                   |
| 1997.         | Четвртфинале          | 8.                    | 9                     | 3                     | 6                     | 627                   | 699                   | -72                   |
| 1999.         | Четвртфинале          | 8.                    | 9                     | 4                     | 5                     | 563                   | 613                   | -50                   |
| 2001.         | Финале                |                       | 6                     | 4                     | 2                     | 461                   | 473                   | -12                   |
| 2003.         | Борбе за четвртфинале | 10.                   | 4                     | 2                     | 2                     | 298                   | 296                   | +2                    |
| 2005.         | Осмина финала         | 12.                   | 4                     | 1                     | 3                     | 293                   | 322                   | -29                   |
| 2007.         | Друга фаза            | 12.                   | 6                     | 1                     | 5                     | 388                   | 472                   | -84                   |
| 2009.         | Четвртфинале          | 8.                    | 9                     | 5                     | 4                     | 672                   | 649                   | +23                   |
| 2011.         | Друга фаза            | 11.                   | 8                     | 3                     | 5                     | 583                   | 542                   | +41                   |
| 2013.         | Прва фаза             | 20.                   | 5                     | 1                     | 4                     | 355                   | 398                   | -43                   |
| 2015.         | Осмина финала         | 14.                   | 6                     | 3                     | 3                     | 482                   | 535                   | -53                   |
| 2017.         | Осмина финала         | 14.                   | 6                     | 2                     | 4                     | 444                   | 453                   | -9                    |
| 2022.         | Осмина финала         | 10.                   | 6                     | 3                     | 3                     | 489                   | 465                   | +24                   |
| Укупно        | 25/41                 | (0-1-0)               | 177                   | 71                    | 106                   | 11915                 | 12515                 | -600                  |